# Podgórcze
Podgórcze – wieś w Polsce położona w województwie łódzkim, w powiecie poddębickim, w gminie Poddębice.
| SIMC    | Nazwa     | Rodzaj    |
| ------- | --------- | --------- |
| 0989844 | Kirchol   | część wsi |
| 0711095 | Kolonijka | część wsi |

W latach 1975–1998 miejscowość położona była w województwie sieradzkim.